# Kattenkruid
Kattenkruid (Nepeta) of Neppe is een geslacht van 250 soorten uit de lipbloemenfamilie (Lamiaceae). Het geslacht is nauw verwant aan de geslachten Glechoma, Stachys en Prunella. Het geslacht komt van nature voor in Europa en Azië.
In Nederland komt in het wild (maar zeldzaam) voor
- Wild kattenkruid (Nepeta cataria)

en verwilderd ook de volgende twee:
- Grijs kattenkruid (Nepeta faassenii)
- Blauw kattenkruid (Nepeta racemosa)

De stengels groeien op de knopen en vormen vaak bodembedekkende tapijten. De bladeren zijn vaak grof getand en zachtbehaard. De recht opstijgende stengels dragen de kleine, buisvormige bloemen in paren in de bladoksels.

## Cultuur
In de tuin geven de planten de voorkeur aan volle zon of halfschaduw en verlangen ze een humusrijke droge grond. Het zijn goede bodembedekkers. Vermeerdering kan gebeuren door stekken en scheuren in voorjaar of herfst.
Enkele cultivars:
- Nepeta faassenii 'Dropmore Blue'
- Nepeta faassenii 'Six Hills Giant'
- Nepeta faassenii 'Walker's Low'
- Nepeta racemosa 'Blue Wonder'
- Nepeta racemosa 'Snowflake'

## Katten
Katten houden van kattenkruid, met name van Nepeta cataria, dat als 'catnip' wordt verkocht. In deze plant zitten namelijk verschillende etherische oliën, waaronder nepetalacton. Dit stofje heeft een mild hallucinerende werking. Om dit effect te hebben moet het echter wel worden ingeademd, om zo het vomeronasaal orgaan te prikkelen.  Katten reageren op hun eigen manier op kattenkruid. Nadat ze de geur ervan hebben opgesnoven of van de plant hebben gegeten, rollen sommigen zich miauwend of jankend over de grond, schurken ze tegen de plant aan of blijven ze onbeweeglijk staan met een doffe blik in de ogen. Soms bedekt het knipvlies het oog. Kwijlen en spinnen komt ook voor. Na tien à vijftien minuten is het effect voorbij. Catnip werkt niet bij alle katten en of het werkt wordt genetisch bepaald. 80% van de katten vertoont het hiervoor genoemde gedrag.
In 2019 werd in de Verenigde Staten recreatieve menselijke consumptie van Catnip cocktail gemeld.
... · 
Ajuga (Zenegroen) · 
Anisomeles · 
Ballota (Ballote) · 
Basilicum · 
Cleonia · 
Clinopodium (Steentijm) · 
Dasymalla · 
Galeopsis (Hennepnetel) · 
Glechoma · 
Haplostachys · 
Hemiandra · 
Hyssopus · 
Lagochilus · 
Lamiastrum · 
Lamium (Dovenetel) · 
Lavandula (Lavendel) · 
Leonurus · 
Lycopus · 
Marrubium · 
Melissa (Melisse) · 
Mentha (Munt) · 
Nepeta (Kattenkruid) · 
Ocimum (Basilicum) · 
Origanum (Marjolein) · 
Perovskia · 
Phlomis · 
Prunella (Brunel) · 
Renschia · 
Rosmarinus · 
Salvia (Salie) · 
Satureja (Bonenkruid) · 
Scutellaria (Glidkruid) · 
Stachys (Andoorn) · 
Teucrium (Gamander) · 
Thymus (Tijm) · 
Vitex · 
Westringia · 
...